# Aliboron granulatum
Aliboron granulatum là một loài bọ cánh cứng trong họ Cerambycidae.